# جامع الرضوان (الأنبار)
جامع الرضوان من مساجد العراق الحديثة، ويقع في البوعلوان، في قضاء الرمادي في محافظة الأنبار، وبني في عام 1409 هـ/1989م، على نفقة المتبرع (عبد الرحيم سرهيد)، وتبلغ مساحتهُ 2000م2، ويحتوي الحرم على مصلى واسع تبلغ مساحته حوالي 1000م2 ويتسع لأكثر من 1000 مصل، ويحتوي الحرم على منبر بالإضافة إلى محفل لقراء القرآن صنع كلاهما من الخشب الصاج، وتقام فيه صلاة الجمعة وصلاة العيدين والصلوات الخمس.
ومقابل الحرم فسحة طارمة مسقفة، وأمامها حديقة جميلة، ومن ملحقات الجامع قاعة مخصصة للمناسبات الدينية.
وأجريت على الجامع أعمال الصيانة والترميم في عام 2005م، وتعلو المبنى منارة مئذنة عالية مبنية من الطابوق، ولقد شيدت على الطراز المعماري الإسلامي.